# ピュロス

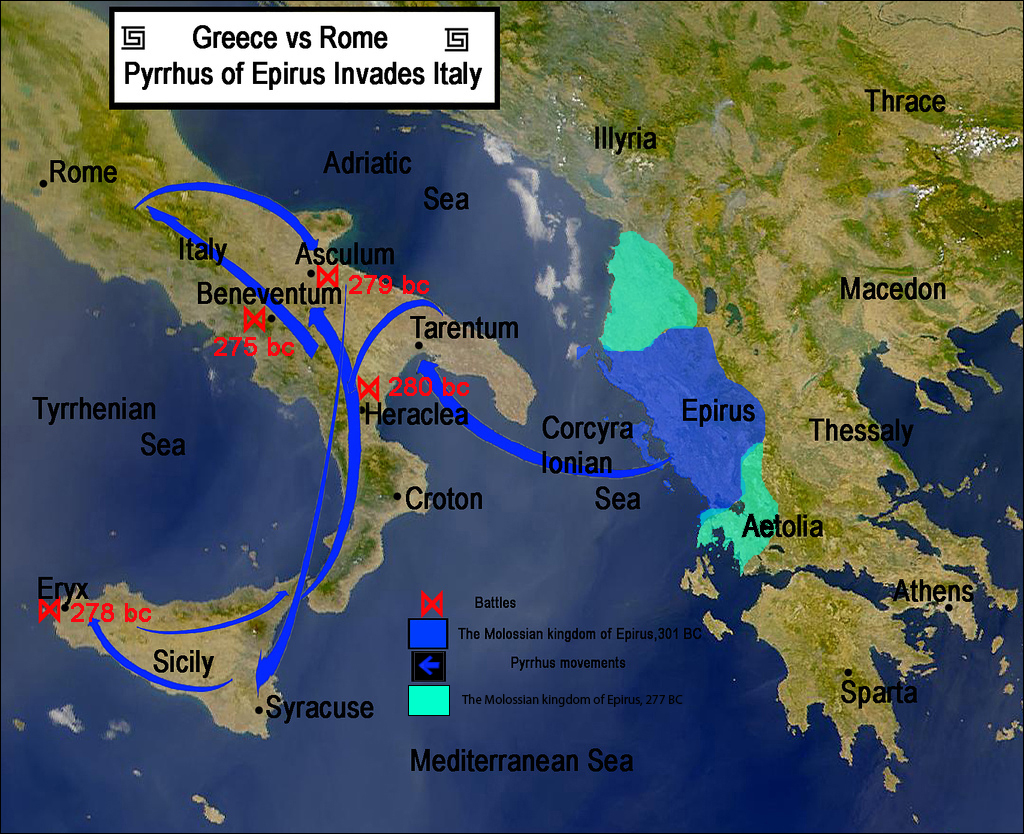
ピュロス軍の進路

ピュロス（ギリシア語: Πύρρος, ラテン語: Pyrrhus, 紀元前319年 - 紀元前272年）は、古代ギリシアのエピロス王（在位：紀元前307年 - 紀元前302年および紀元前297年 - 紀元前272年）、およびマケドニア王（在位：紀元前286年 - 紀元前284年および紀元前274年 - 紀元前272年）である。ピュッロスあるいはピュルロス、ピュロス1世とも表記される。戦術の天才として名高い。

## 誕生、そしてディアドコイ戦争
ピュロスはエピロス王アイアキデスとファルサロスの将軍メノンの娘プティア (en)との間に生まれ、デイダメイア (en：マケドニア王デメトリオス1世の3番目の妃) とトロアスという姉妹がいる。父アイアキデスがディアドコイ戦争で本国を離れた際にエピロスの国民に反乱を起され、当時2歳だったピュロスはイリュリア王国へ脱出する。その後、12歳の時にイリュリア王グラキアスの支援によりエピロス王位に付くが、17歳の時にグラキアスの子の結婚式に出席するために本国を離れた時、再び反乱が起こって国を追われる。
今度は姉デイダメイアの夫であるマケドニア王子デメトリオス1世を頼り、その後イプソスの戦いに参加。ピュロスは戦で勇名を馳せるもデメトリオスの軍は大敗してしまう。そして、ピュロスはデメトリオスとプトレマイオス1世が結んだ条約によりプトレマイオスの元で人質とされた。その時に彼はプトレマイオスの継娘アンティゴネ (en)と結婚し、プトレマイオスの支援を受けてエピロス王に返り咲く。そして、当時マケドニア王であったかつての盟友デメトリオスとの戦いを開始し、およそ10年の戦いを経てデメトリオスを追い払ってマケドニア王の座に着く。しかし2年後には同盟者であったはずのトラキア王リュシマコスにマケドニアを追われた。

## 対ローマ戦
当時の新興都市国家ローマがイタリア半島南部の都市国家タラス（ラテン語ではタレントゥム）と戦うことになった時、常備戦力をほとんど持たない経済都市タラスは、当時既に武将として盛名をあげていたピュロスを莫大な報酬を約束して傭兵として雇い入れた。ピュロスは当時はまだほとんど無名であったローマ軍を見て「あの蛮族は陣形を見る限り野蛮ではないようだ」と評したという。
ピュロスはローマ軍と戦い（ヘラクレアの戦い（紀元前280年）、アスクルムの戦い（紀元前279年））これを連戦連勝で撃破したが、ギリシアから遠征してきたピュロスの軍勢は戦うごとに数を減らし、またローマが講和に応じないため、戦勝の慶びを述べた部下に対して、「もう一度戦ってローマ軍に勝ったとしても、我々は全く壊滅するだろう」と言った。このことから、割りに合わない勝利のことをピュロスの勝利と呼ぶようになった。
このローマとの講和の際に、捕虜の身代金を持ってきたローマに対し「私は商売に来たのではない。戦場で決着をつけよう」と答え、講和の前祝としてローマ軍の捕虜を無償で返還した。これを受けて、ローマ側は「講和が成立しなかったら捕虜を戻す」と約束し、結果として講和条件をのまなかったため律儀に捕虜をピュロスに戻した。同じ頃、ピュロスの侍医がピュロス毒殺をローマに持ちかけるがローマはこれをピュロスに知らせ、感謝したピュロスは先の捕虜を再び返還、これを受けてローマ側もピュロス軍の捕虜を返還したというエピソードがある。
そのうち、シチリア諸都市からは「カルタゴを追い払って欲しい」と、マケドニア王国からは「ガリア人に殺されたケラウノス王（プトレマイオスの息子）の後を継いで王になって欲しい」とそれぞれ要請が入り、結局ピュロスはシチリアからの援軍要請を受ける形でローマ軍の前から去った。

## シチリア戦～その後の戦い
シチリアを版図にすることを目論んだピュロスは、カルタゴ側で最大の要塞都市エリュクスを陥落させる。これに対しカルタゴは賠償金の支払いと軍船の提供を提案したが、自分の帝国を築くことが目的のピュロスはカルタゴがシチリアから完全に手を引くことを譲らなかった。その後もカルタゴを破ったものの、専制的に振舞ったためシチリア諸都市の反感を買い、諸都市からの支援が受けられずタラスへの撤退を余儀なくされた。
その頃には再生力の強いローマ軍はすっかり勢いを取り戻しており、紀元前275年にピュロスはベネウェントゥムの戦いで再度ローマ軍と戦うも敗北し、エピロスへと撤退した。帰国すると以前の要請を受けてマケドニアに攻め入り、マケドニア王アンティゴノス2世を一蹴して追い出し再びマケドニア王位に付く。
追放されたスパルタの王族クレオニュモスから援軍要請が入ると、マケドニアを息子アレクサンドロス2世に任せて自身はペロポネソス半島へ遠征する。しかし、その留守を突かれてアンティゴノス2世にマケドニアを脅かされ、自身もスパルタ軍に苦しめられる。やがて、スパルタ王アレウス1世の帰還、コリントスからの援軍の到着などで劣勢となり撤退した。次にアルゴスの政争に介入し、その市街戦の最中に名もない女性に瓦を落とされ気絶したところを殺された。また、一説によると使用人に毒殺されたともされる。

## 評価
ピュロスはアレクサンドロス3世（大王）の戦術の後継者であり、さらに宿営地建設の重要さを最初に理解した人物であるという。また、彼はアレクサンドロスの戦術のみならず、その大帝国をも継承せんとし、ディアドコイ、周辺諸国との戦争を繰り返した。
ピュロスは文学的才能もあったようで、いくつかの著書を残しており（現在では失われている）その内容をマルクス・トゥッリウス・キケロが賞賛している。
また、これらの著書はハンニバルに多大な影響を与えたという。
ザマの戦いから数年後、エフェソスに亡命していたハンニバルは、使節として同地を訪れたスキピオ・アフリカヌスと再会し、言葉を交わしたというエピソードがティトゥス・リウィウスによって伝えられている。スキピオが「史上もっとも偉大な指揮官は誰か」と問いかけると、ハンニバルは「第1にアレクサンドロス大王、第2にエピロスのピュロス、そして第3に自分だ」と答えた。